# Loài chân khớp trong văn hóa

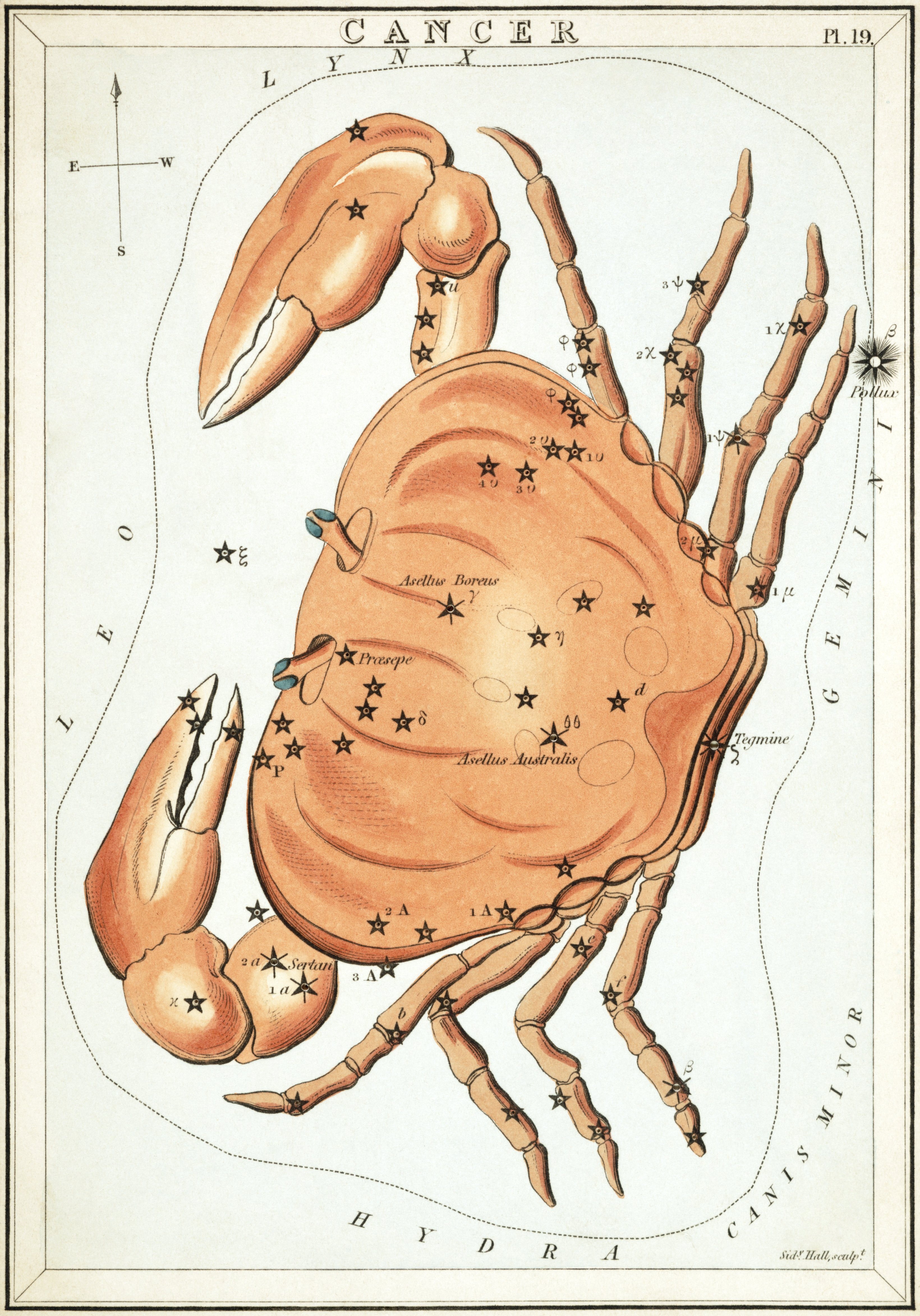
Bản vẽ về chòm sao Cự Giải có hình dáng một con cua

Động vật chân đốt hay động vật chân khớp (Arthropod) là các sinh vật đóng nhiều vai trò trong văn hóa loài người thể hiện qua sự ảnh hưởng đến các hành vi và chuẩn mực xã hội trong xã hội loài người được trao truyền qua học tập xã hội bao gồm vai trò của chúng làm thức ăn và nguồn thực phẩm, nguyên liệu cho con người dùng, hình tượng nghệ thuật, trong các câu chuyện về loài vật, thần thoại và tôn giáo, tín ngưỡng và văn hóa đại chúng.
Các động vật chân đốt có ý nghĩa văn hóa bao gồm động vật giáp xác như cua, tôm hùm, tôm hùm đất và tôm càng là những đối tượng phổ biến trong nghệ thuật, đặc biệt là tranh tĩnh vật. Động vật chân đốt là một nhánh động vật lớn bao gồm các loài động vật thuộc nhóm động vật giáp xác và nhóm các loài côn trùng. Đối với nhóm côn trùng thì vai trò của chúng trong đời sống con người đã có chủ đề riêng (xem Côn trùng trong đời sống con người). Chủ đề này tập trung vào mô tả vai trò của động vật chân đốt là các loài giáp xác (một nhánh quan trọng trong các loài chân đốt) trong văn hóa và đời sống loài người.

## Trong đời sống
Động vật giáp xác (bao gồm cua, tôm hùm và tôm càng, tôm hùm đất) đóng vai trò quan trọng trong văn hóa và đời sống con người. Động vật giáp xác thông thường được khuôn mẫu đơn giản như là những món ăn. Giáp xác là nguồn thực phẩm quan trọng, cung cấp gần 10.700.000 tấn thực phẩm trong năm 2007; phần lớn sản lượng này có nguồn gốc từ nhóm giáp xác 10 chân Decapoda như cua, tôm hùm, tôm, tôm càng và tôm thương phẩm. Hơn 60% tổng lượng của tất cả các loài giáp xác đã được đánh bắt để tiêu thụ là tôm và tôm he, và gần 80% được khai thác ở châu Á, trong đó riêng Trung Quốc sản xuất gần một nửa tổng sản lượng của thế giới. Thời kỳ Việt Nam đang ở nền kinh tế bao cấp, nhiều làng chài ven biển nghèo khi khan hiếm thức ăn thì con còng gió trở thành món ăn chính trong bữa cơm gia đình, nó được đem kho mặn để lấy nước chấm rau, đem nướng hoặc nấu cháo trừ bữa.

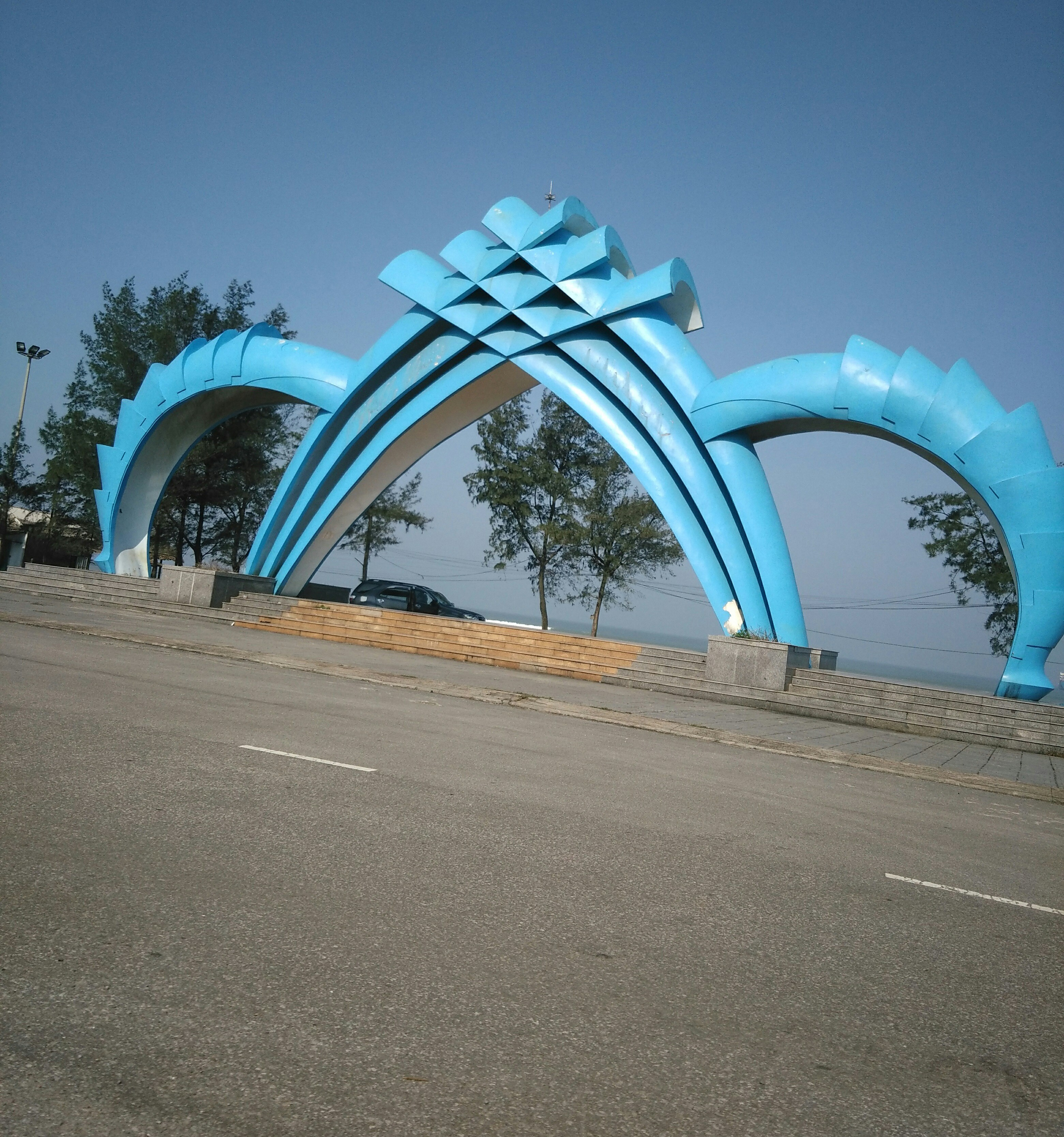
Cổng chào Cửa Việt được thiết kế với hình tượng hai con tôm xanh chụm vào nhau

Nhóm cua chiếm 20% tổng số loài giáp xác biển được đánh bắt, nuôi và tiêu thụ trên toàn thế giới, lên tới 1,5  triệu tấn hàng năm. Loài cua Portunus trituberculatus đã chiếm 1/5 tổng số đó. Các chủng loài quan trọng về mặt thương mại khác bao gồm Portunus pelagicus, một số loài trong chi Chionoecetes, Callinectes sapidus, Charybdis, Cua Dungeness (Metacarcinus magister) và Scylla serrata, mỗi trong số đó sản xuất hơn 20.000  tấn hàng năm. Tôm hùm cũng là mặt hàng hải sản quan trọng, chúng được đánh bắt bằng cách sử dụng bẫy mồi trong lồng, chúng được đánh bắt ở vùng nước từ 2 đến 900 mét (1 đến 500 mét), mặc dù một số loại tôm hùm sống ở độ cao 3.700 mét (2.000 mét), do đánh bắt quá mức và nhu cầu cao, nghề nuôi tôm hùm được mở rộng và là một ngành nghề quan trọng.
Các loài tôm như tôm hùm, tôm càng, tôm hùm đất gọi chung là tôm thương phẩm cũng có vai trò quan trọng trong đời sống con người, chúng là nguồn thực phẩm quan trọng và là kế sinh nhai của nhiều người, cũng đồng thời đóng góp quan trọng vào sản lượng của ngành thủy sản trên toàn cầu. Trong đó tôm hùm là món ăn xa xỉ, một sản phẩm mì tôm nổi tiếng của Việt Nam gắn liền với nhãn hiệu hai con tôm đỏ, biểu tượng của thị trấn Cửa Việt là hai con tôm xanh chụm vào nhau. Ở bang Louisiana vì dân khoái ăn thịt tôm hùm đất mà hàng năm đều có nhiều Lễ hội tôm rồng (Crayfish Festival), hấp dẫn hàng triệu du khách khắp thế giới đến thưởng thức. Tại các lễ hội, tôm hùm đất được chế biến thành nhiều món đặc sản hấp dẫn để phục vụ du khách. Lễ hội tôm rồng đã trở thành nét văn hóa truyền thống độc đáo của địa phương này.

## Trong chiêm tinh

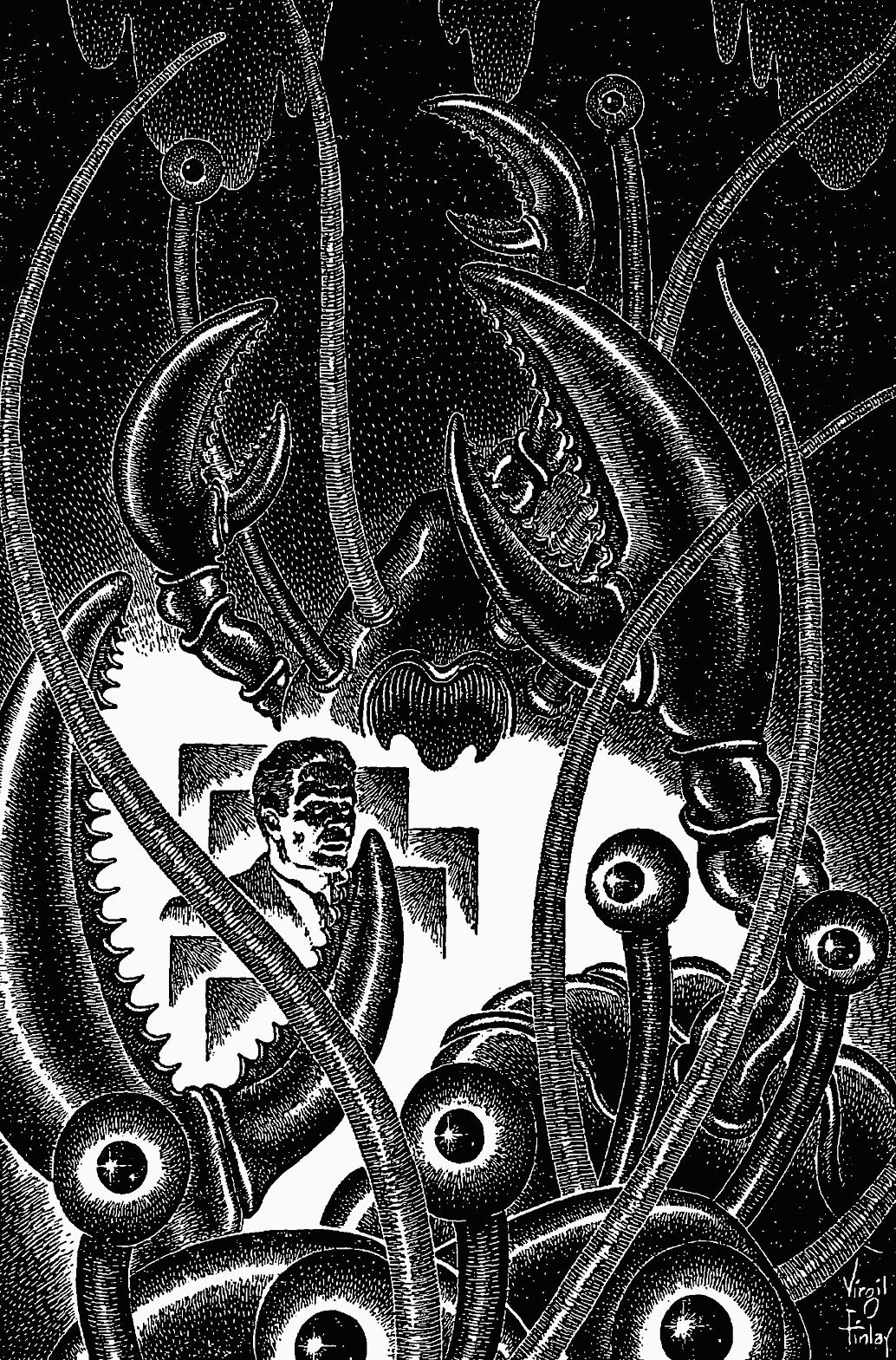
Quái vật càng cua trong tiểu thuyết The Time Machine

Ở phương Tây, hình tượng con cua là dấu hiệu chiêm tinh của hoàng đạo (Cung Cự Giải), đặc biệt là cả chòm sao Cự Giải và Cung Hoàng Đạo Cự Giải đều được đặt tên theo con cua được gọi là Cự Giải hay Bắc Giải (巨蟹, nghĩa: con cua to lớn tên Latinh Cancer). William Parsons đã phác họa Tinh vân Con Cua vào năm 1848 và nhận thấy sự giống nhau của nó với hình dáng của một con cua, nghĩa là Sao xung Con Cua nằm ở trung tâm của tinh vân này. Trong thần thoại Hy Lạp nữ thần Hera cho cua dữ đến giúp trường xà Hydra trong chiến trận với Heracles. Khi cua bị Heracles bẻ gãy càng và chết, nữ thần Hera thương xót, đưa lên bầu trời để đền ơn lòng dũng cảm của nó, sau đó, chữa vết thương cho nó.
Theo truyền thuyết Hi Lạp thì chú cua trong chòm sao Cự Giải (Cancer) vốn là bạn của quái vật biển cả Hydra. Câu chuyện về chú cua này xuất hiện trong truyền thuyết về mười hai kì công của Heracles (Héc-quyn). Khi Heracles đánh nhau với quái vật có nhiều đầu Hydra và bị nó quấn lấy, lần lượt từng cái đầu ghê sợ ấy bị anh cắt cho đến khi không còn cái đầu nào, đối với Hydra, tình thế thật là thê thảm. Nhìn người bạn của mình liều lĩnh mãi trong tuyệt vọng, chú cua bật khóc than thở và gan góc dám dùng những chiếc càng tấn công lại Heracles hầu giúp cho bạn mình trong tình thế này. Nhưng trước người anh hùng vĩ đại nhất của thần thoại Hy Lạp, chẳng có cơ hội nào cho chú cua cả và chú bị chế ngự ngay lập tức. Nhìn thấy tình bạn này, các vị thần rất cảm động và đã đưa bức tranh ba nhân vật lên thành một chòm sao trên thiên đàng. 

## Văn hóa nghệ thuật
Người Moche ở Peru cổ đại tôn thờ thiên nhiên, đặc biệt là biển và họ thường miêu tả loài cua trong tác phẩm nghệ thuật của người Moche. Có một số loài giáp xác hài hước và gây cười như chú cua Sebastian (tên đầy đủ là Horatio Thelonious Ignacious Crustaceous Sebastian) trong phim hoạt hình "Nàng tiên cá", đó là là một chú cua đỏ Trinidad và là người hầu cận của vua thủy tề Triton, đồng thời cũng là nhà soạn nhạc chính, nhạc trưởng của dàn nhạc hoàng gia, bài hát chính của chú cua ấy là "Under the Sea" (dưới biển cả). Tác phẩm "Lobster Quadrille" còn được gọi là "The Mock Turtle's Song", là một bài hát được Mock Turtle diễn lại trong Cuộc phiêu lưu của Alice ở xứ sở thần tiên kèm theo một điệu nhảy. Nghệ sĩ theo trường phái siêu thực Salvador Dalí đã tạo ra một tác phẩm điêu khắc có tên là Điện thoại Tôm hùm (Lobster Telephone) với hình ảnh con giáp xác thay cho thiết bị cầm tay truyền thống nằm yên trong giá đỡ phía trên mặt số quay tay.
Nhưng vẫn có những khuôn mẫu về những loài cua khổng lồ là những quái vật kinh dị phổ biến trong truyện tranh và phim ảnh về bộ phim kinh dị, những hình tượng phổ biến là con cua khổng lồ với cặp càng đáng sợ, điển hình như bộ phim Attack of the Crab Monsters (cuộc tấn công của quái vật cua) vào năm 1957. Hình tượng cua đi ngang xuất phát do sự khớp nối của đôi chân làm cho dáng đi bên ngoài hiệu quả hơn. Tuy nhiên, một số loài cua đi về phía trước hoặc phía sau. Trong những câu chuyện âm nhạc, loài cua thường sẽ được miêu tả bằng cách sử dụng móng vuốt của chúng như những chiếc đàn vĩ cầm, chính vì vậy có những loài cua được tên là "cua kéo đàn". Một thuật ngữ ẩn dụ chỉ về tâm lý ích kỷ của con người là Tư duy con cua hay tâm lý con cua (Crab mentality).

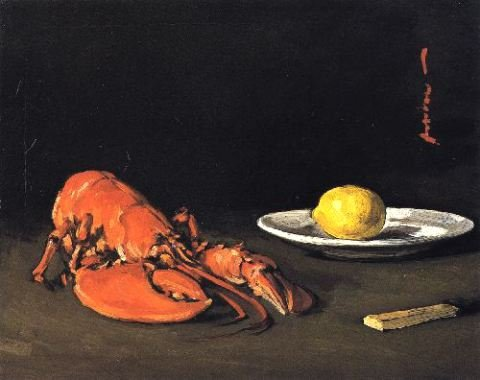
The Lobster (Con Tôm hùm), tác phẩm của Samuel Peploe năm 1903
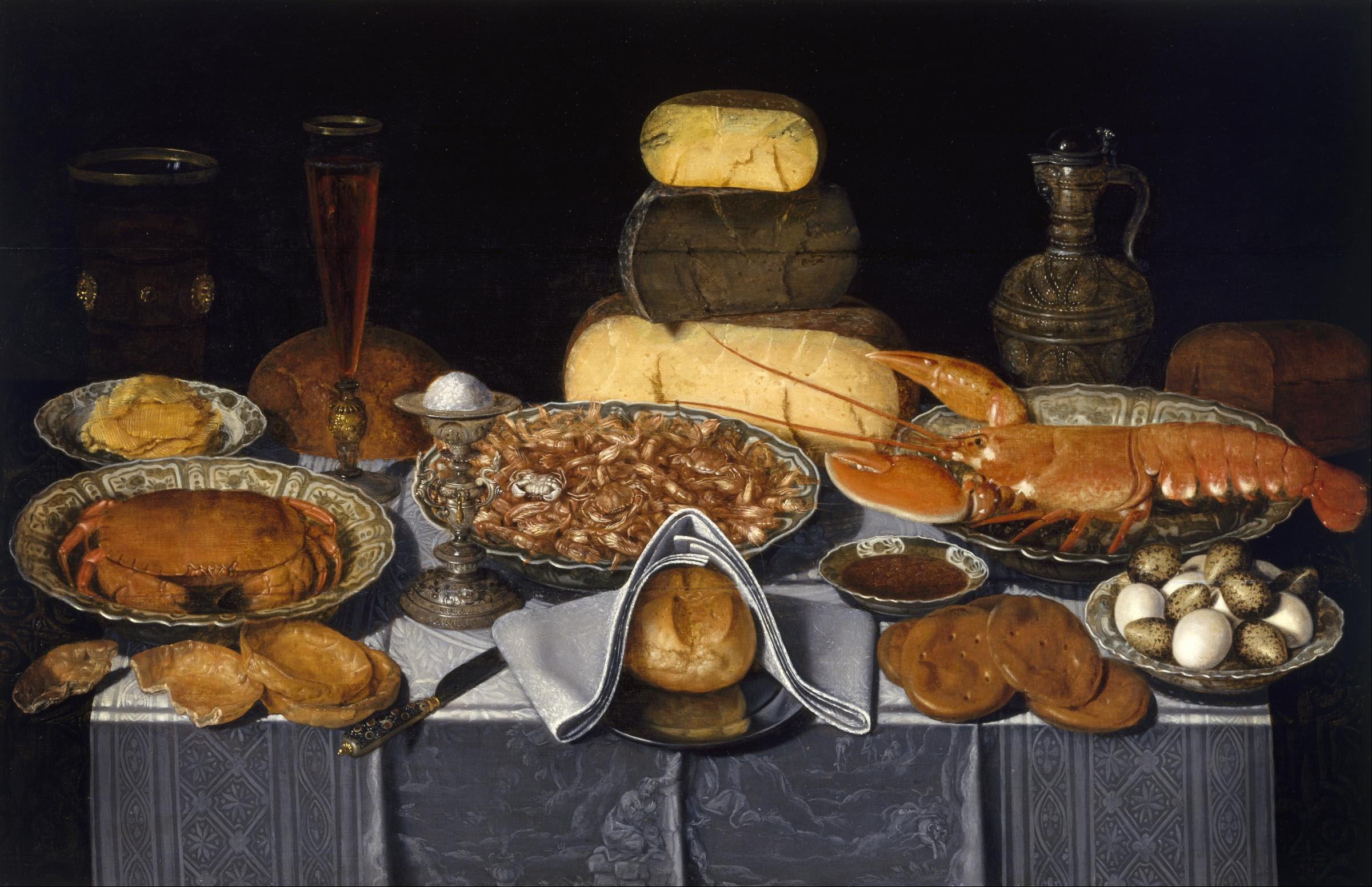
Họa phẩm về tôm, cua, tồm hùm của Clara Peeters, vào năm 1600
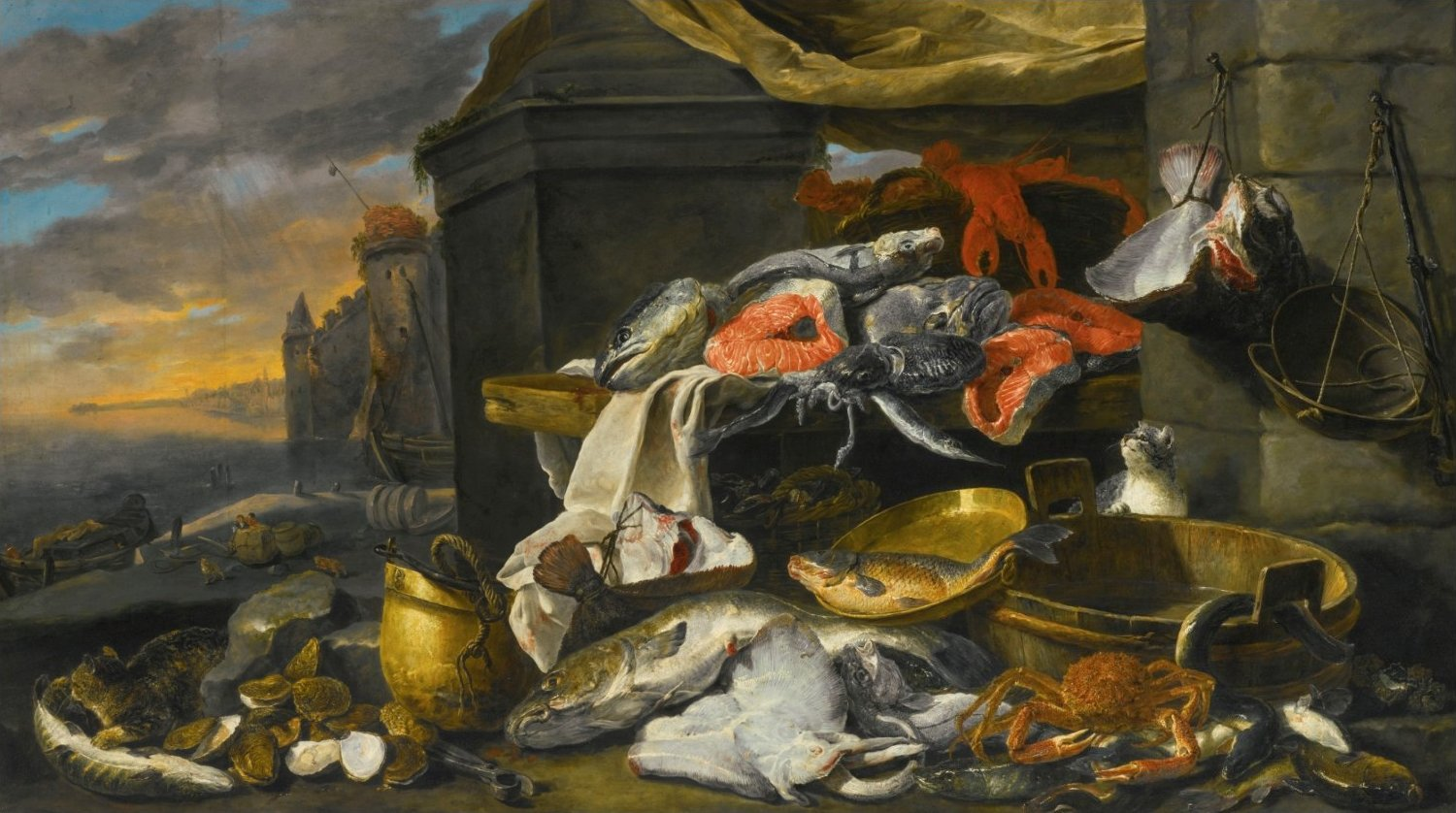
Tác phẩm Cá, hàu, cua và một con tôm hùm với những con mèo của Jan Fyt vào năm 1650
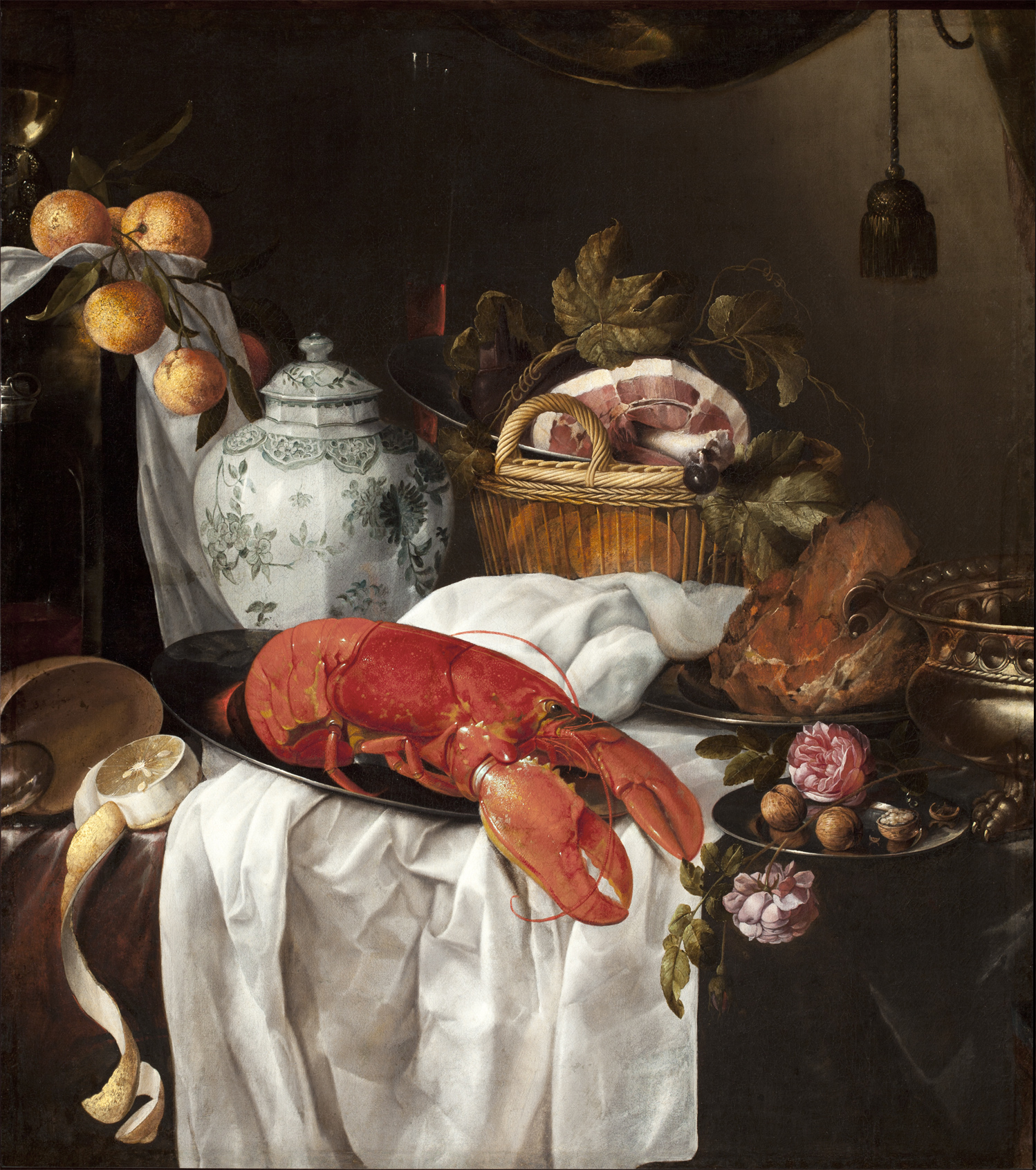
Tác phẩm Still life with lobster của Jasper Geeraerts giai đoạn năm 1650–1654
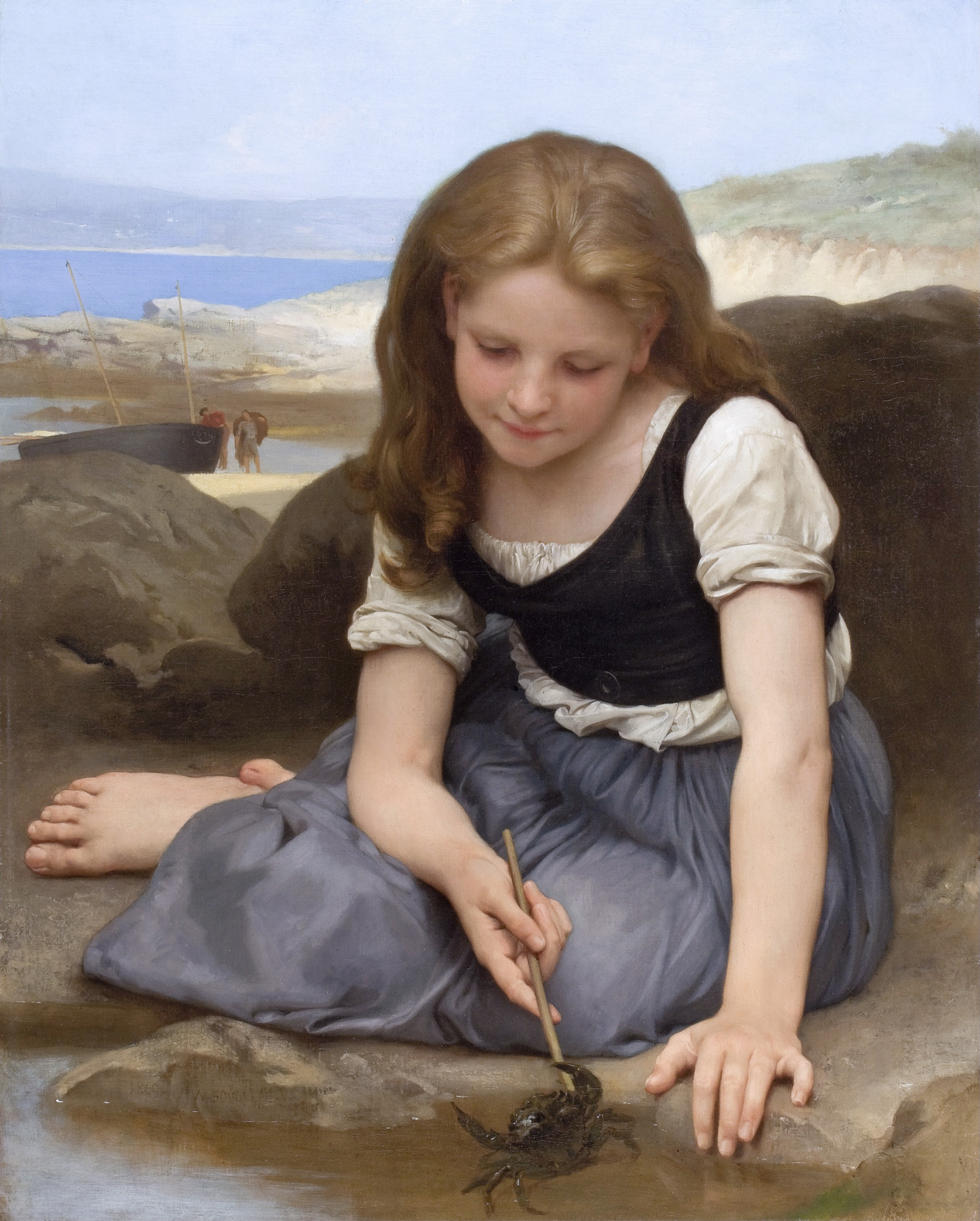
Le Crabe (Con cua) của William-Adolphe Bouguereau năm 1869
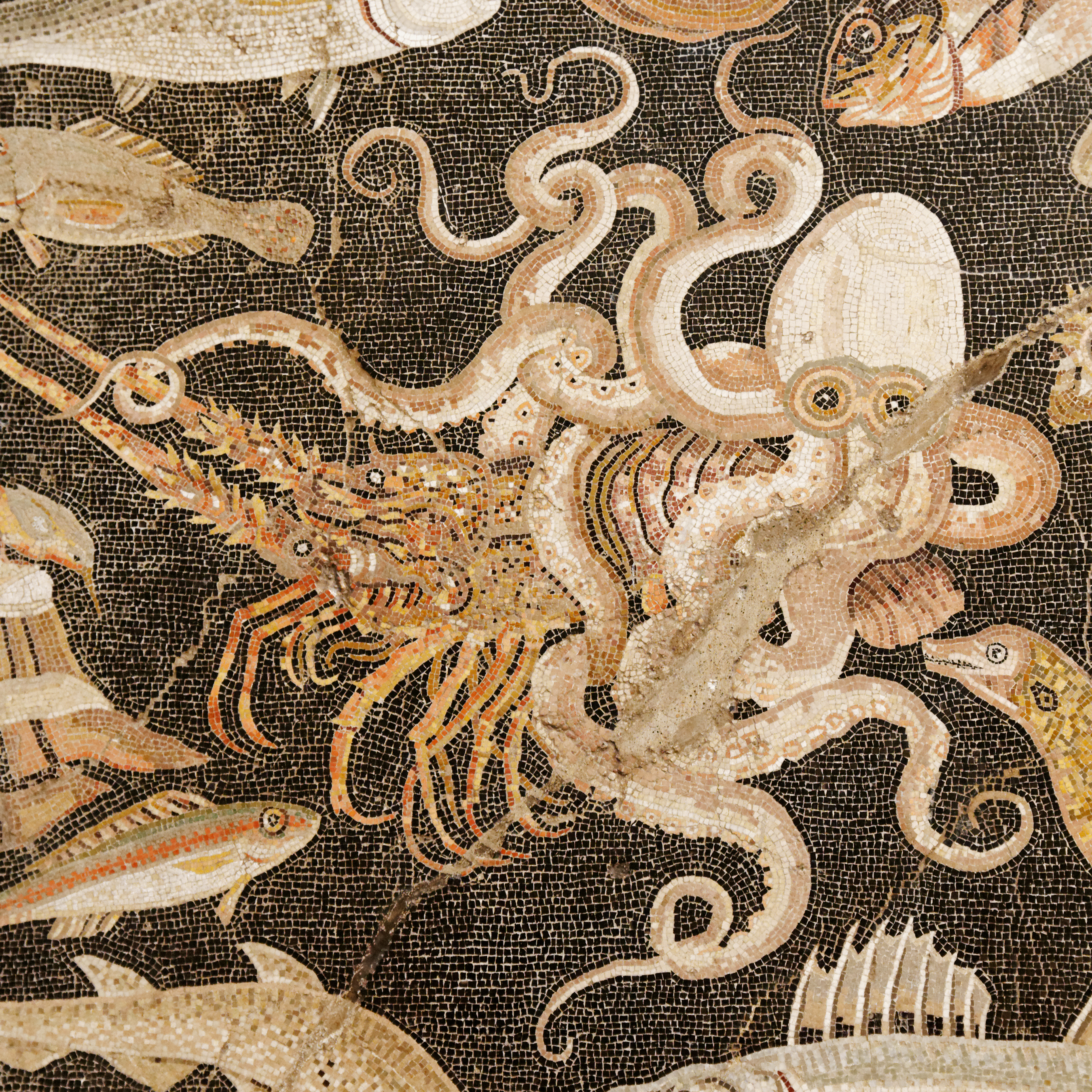
Tranh khảm về các loài giáp xác thời La Mã
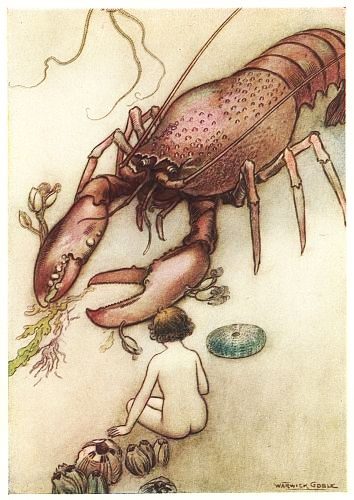
Họa phẩm từ The Water-Babies của Charles Kingsley do Warwick Goble thể hiện
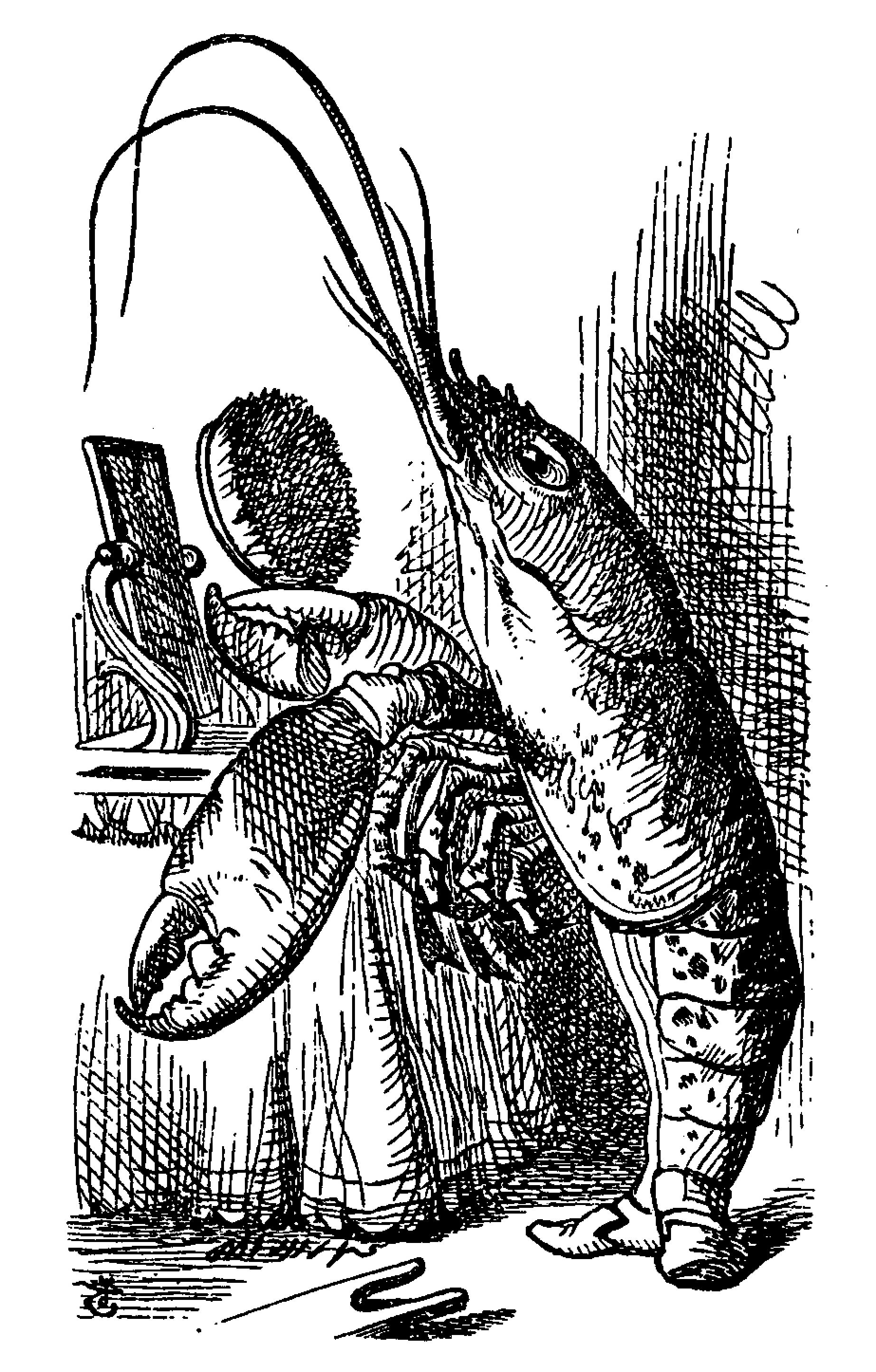
Tôm hùm Lewis Carroll do John Tenniel vẽ năm 1869

## Văn hóa Việt Nam

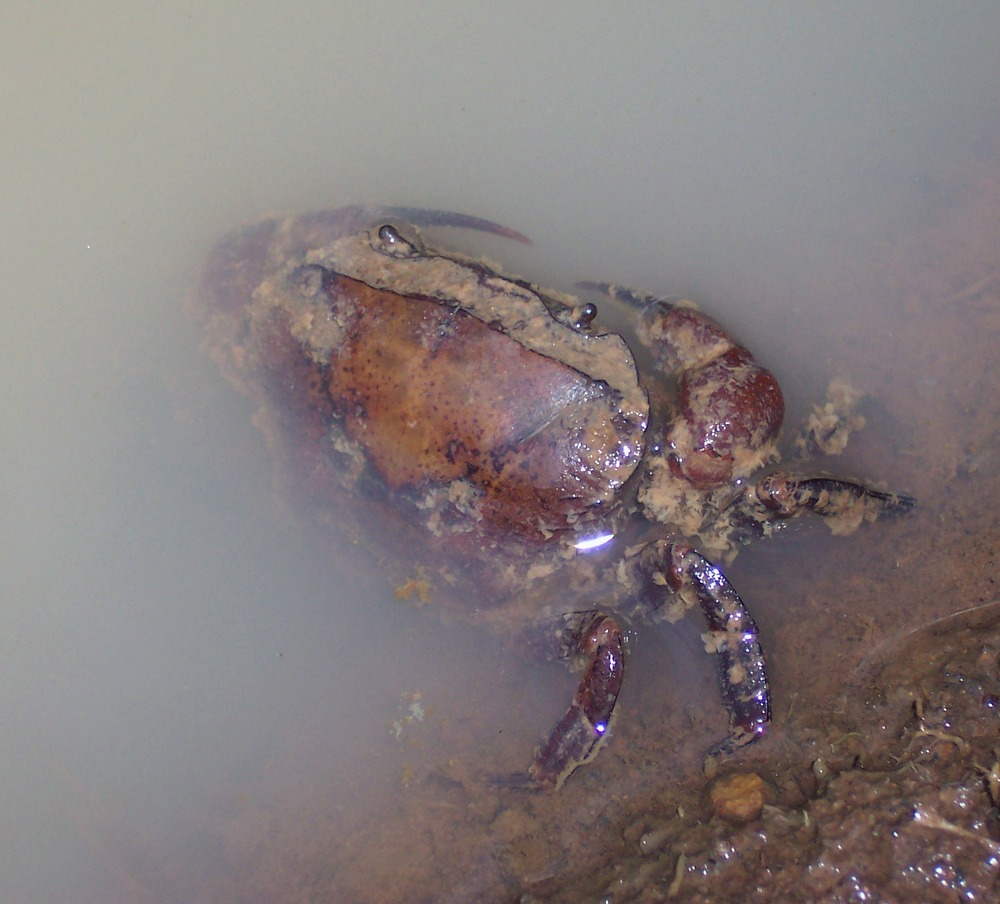
Một con cua đồng

Trong văn hóa Việt Nam, con cua đồng (còn gọi Điền giải) là nguồn thức ăn giản dị và không kém phần quan trọng của người dân thôn quê với nhiều món ăn ngon (như riêu cua), nó cũng gần gũi với đồng ruộng Việt Nam và được phản ánh qua nhiều câu chuyện cổ tích, ca dao tục ngữ như câu chuyện Cóc kiện trời, trong câu chuyện này thì cua là một trong 06 con vật cùng lên kiện trời (cùng với cóc, cáo, ong, gấu và hổ). Khi lên trời cua đồng được cóc phân công núp trong lu nước. Sau khi thiên lôi bị ong tấn công phải nhảy vào chum nước thì cua đã kẹp cho thiên lôi đua phải nhảy ra ngoài và bị hổ xé xác.
Trong văn học dân gian Việt Nam có một truyện cổ tích kể về sự tích con dã tràng. Có một vài phiên bản khác nhau, tuy nhiên nội dung của chúng đều để giải thích cho hiện tượng dã tràng vê các viên cát nhỏ. Trong một phiên bản người ta kể rằng một người đàn ông có tên là Dã Tràng "xe cát" để lấp biển nhằm đòi lại viên ngọc quý có thể nghe hiểu tiếng nói của các loài động vật, do một con rắn hổ mang cho để trả ơn cứu mạng, mà Đông Hải Long Vương đã lập mưu để lấy trộm. Công việc không thể hoàn thành, Dã Tràng sau khi chết đã hóa thành con dã tràng (hay con còng còng) và vẫn tiếp tục xe cát để lấp biển. Vì vậy dân gian Việt Nam có câu:  Dã tràng xe cát Biển Đông/Nhọc nhằn mà chẳng nên công cán gì (công dã tràng).
Ngoài ra các loài tôm, cua còn hiện diện trong các câu ca dao, tục ngữ như:
- Ngang như cua: Chỉ tính ngang bướng, cố chấp, giống như con cua hay bò ngang.
- Con cua tám cẳng hai càng/Chẳng đi mà lại bò ngang cả ngày
- Mò cua, bắt ốc: Chỉ về cuộc sống mưu sinh khổ cực
- Tôm, cua, rùa, cá Chỉ về các loài thủy sản, hải sản là đặc sản.
- Bầu, cua, tôm, cá: Một trò chơi.
- Tép riu là thuật ngữ hay dùng để chỉ về loại người hay hạng người hèn kém, nhỏ bé, coi như không đáng kể, không ra gì với hàm nghĩa coi khinh và người ta dùng những từ "tép riu" để chỉ thứ quá nhỏ bé, chẳng có gì đáng chú ý, quan tâm, chẳng có giá trị, như lũ tép riu, mớ tép riu[13]
- Râu tôm nấu với ruột bầu/Chồng chan vợ húp gật đầu khen ngon